# Rößlesmahdsee mit Pfaffenklinge
Das Naturschutzgebiet Rößlesmahdsee mit Pfaffenklinge liegt auf den Gebieten der Stadt Waldenburg und der Gemeinde Kupferzell im Hohenlohekreis in Baden-Württemberg.

## Kenndaten
Das Schutzgebiet entstand am 30. November 1982 durch Verordnung des Regierungspräsidiums Stuttgart mit der Schutzgebietsnummer 1110. Diese Verordnung wurde im Gesetzblatt für Baden-Württemberg am 15. Januar 1983 veröffentlicht und trat danach in Kraft. Der CDDA-Code lautet 82444  und entspricht der WDPA-ID.

## Lage
Das Gebiet liegt rund 300 Meter nördlich des Waldenburger Ortsteils Goldbach. Es grenzt nördlich und südlich an das Landschaftsschutzgebiet 1.26.027 Landschaftsteile im Raum Waldenburg und gehört vollständig zum FFH-Gebiet Nr. 6723-311 Ohrn-, Kupfer- und Forellental. Außerdem gehört es zum Naturpark Schwäbisch-Fränkischer Wald.
Es liegt in den Naturräumen 108-Schwäbisch-Fränkische Waldberge und 127-Hohenloher und Haller Ebene innerhalb der naturräumlichen Haupteinheiten 10-Schwäbisches Keuper-Lias-Land und 12-Neckar- und Tauber-Gäuplatten.

## Schutzzweck
Wesentlicher Schutzzweck ist gemäß Schutzgebietsverordnung die Erhaltung des floristisch und faunistisch, insbesondere ornithologisch wertvollen Rößlesmahdsees und die Sicherung des die Tier- und Pflanzenwelt einschließenden Gesamtbildes der Pfaffenklinge, die zusammen mit dem Rößlesmahdsee ein erdgeschichtlich und wissenschaftlich interessantes Beispiel für die Konkurrenz zwischen dem älteren, zur Donau führenden und dem jüngeren, rheinischen Abflusssystem im Gebiet darstellt. Der jüngere Abfluss prägt sich in einer sehr starken, ständig fortschreitenden Erosion in den weichen Mergelschichten des Gipskeupers in der Pfaffenklinge aus.